# Hofkirche (Dresde)

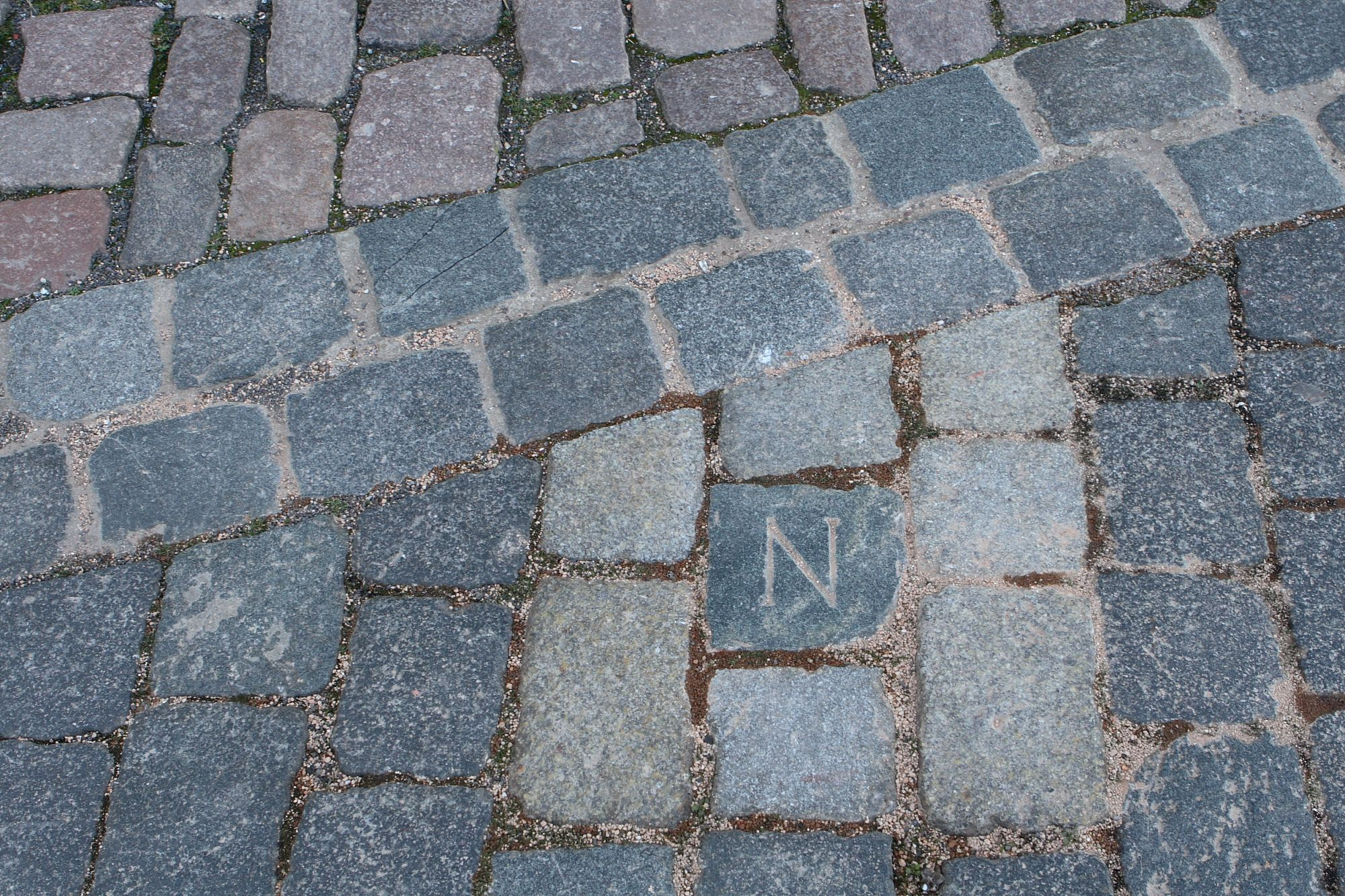
Adoquín marcado desde el que el emperador Napoleón partió con sus tropas hacia la batalla de Dresde.

La Hofkirche o catedral de la Santísima Trinidad es una catedral de culto católico, localizada en el casco antiguo (Altstadt) de Dresde (Alemania). Esta catedral es sede de la diócesis de Dresde-Meißen. Es el mayor edificio religioso de Sajonia.

## Características
Esta enorme iglesia barroca (4793 metros cuadrados de superficie) está construida en piedra arenisca. La nave principal tiene 52 m de longitud y 18 m de anchura, con una altura de 32 m. La torre alcanza una altura de 86 m. El edificio, de tres naves, tiene una distribución un tanto heterodoxa: alrededor de la nave central, hay un pasillo de 3,50 m de ancho para hacer procesiones (ya que en la evangélica Dresde no se podían hacer procesiones católicas al aire libre).
Sobre la balaustrada que rodea toda la nave, se encuentran 78 figuras de santos de 3,50 m de altura esculpidas también en arenisca (1738-46), obra de Lorenzo Mattielli. En el interior hay un púlpito barroco de Balthasar Permoser, un retablo de Anton Raphael Mengs y el mayor órgano de Gottfried Silbermann (47 registros sobre tres teclados y pedales), del año 1755. Junto al recipiente con el corazón de Augusto el Fuerte, se halla la cripta con los sarcófagos de la dinastía Wettin.
En la entrada de la Hofkirche, en Schlossplatz, un adoquín (izquierda) con la letra “N” tallada marca según la tradición el lugar desde el cual el emperador Napoleón partió con sus tropas hacia la batalla de Dresde el 26 de agosto de 1813.

## Historia

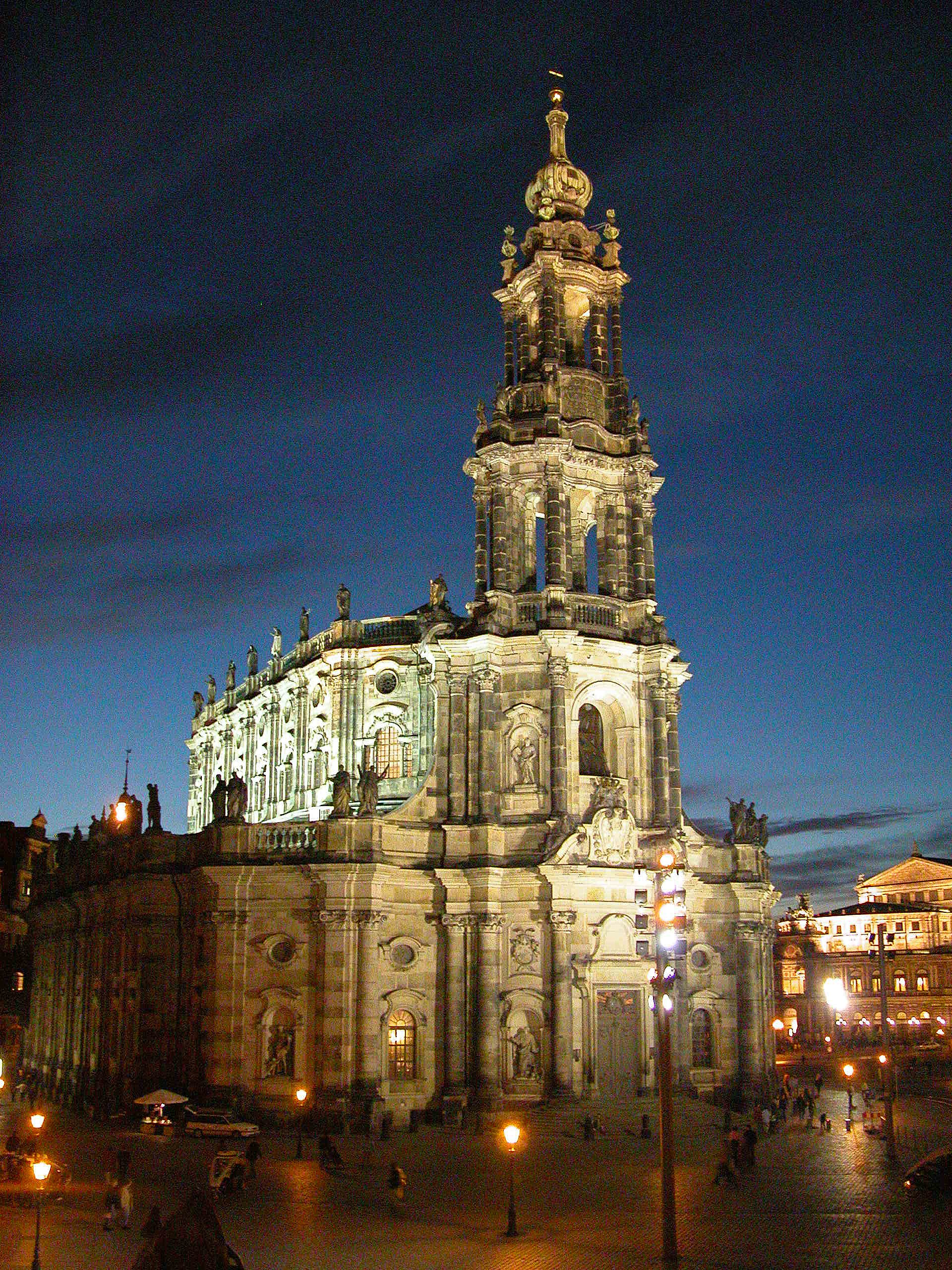
La Hofkirche vista desde Schlossplatz.

La Hofkirche fue construida entre 1739 y 1755 por orden del príncipe elector Federico Augusto II de Sajonia, hijo de Augusto el Fuerte.
En 1697, un año después del nacimiento de Federico Augusto II, Augusto el Fuerte había tenido que convertirse al catolicismo para satisfacer sus ambiciones al trono polaco (su esposa Cristiana Eberardina por el contrario se negó a convertirse). Para poder heredar de su padre el trono de la Mancomunidad de Polonia-Lituania, el príncipe Federico Augusto tuvo que hacer lo propio en 1721 en estricto secreto. La construcción de un edificio significativo para la Iglesia Católica en Dresde no podía aplazarse más.
El proyecto corrió a cargo del arquitecto romano Gaetano Chiaveri, al que el príncipe había conocido en Varsovia. La corte tuvo que pagar también un intérprete para Chiaveri y sus jefes de obra, puesto que no hablaban una palabra de alemán y además se negaron a aprenderlo. El príncipe pretendía crear un edificio que “asombrara a las generaciones venideras”.
En 1739 se puso la primera piedra de la Hofkirche. Cuando Chiaveri abandonó Dresde en 1748, Sebastián Wetzel se hizo cargo de la obra; posteriormente lo haría Johann Cristoph Knöffel y, tras la muerte de este, Julios Heinrich Schwarze. Las obras finalizaron en 1755, si bien el edificio ya había sido consagrado en 1751 por el Nuncio Apostólico de Su Santidad en Polonia, el arzobispo Alberto de Arquinto. La construcción costó el triple que la de la protestante Frauenkirche, terminada en 1743.
En 1945, durante la Segunda Guerra Mundial, la iglesia sufrió los efectos de los bombardeos aliados. El edificio ardió hasta los cimientos, las cúpulas se derrumbaron y los muros exteriores quedaron seriamente dañados. La reconstrucción duró hasta 1965. El resultado del bombardeo todavía es apreciable comparando los tonos de las distintas piedras.
En 1964 la Hofkirche fue elevada al rango de cocatedral. En 1980 un decreto papal la convirtió en catedral del Episcopado de Dresde-Meißen.

## Panteón real
- Margraves de Meissen.

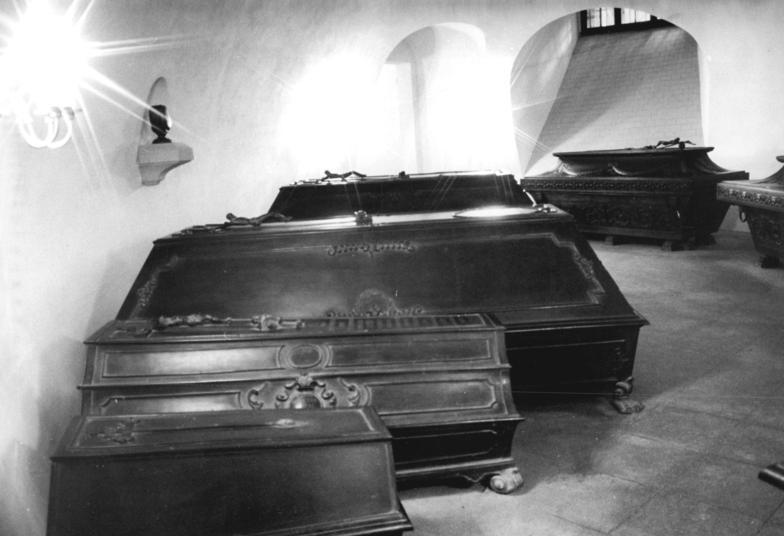
En la cripta de "Los Fundadores", a la izquierda una urna conteniendo el corazón de Augusto el Fuerte.

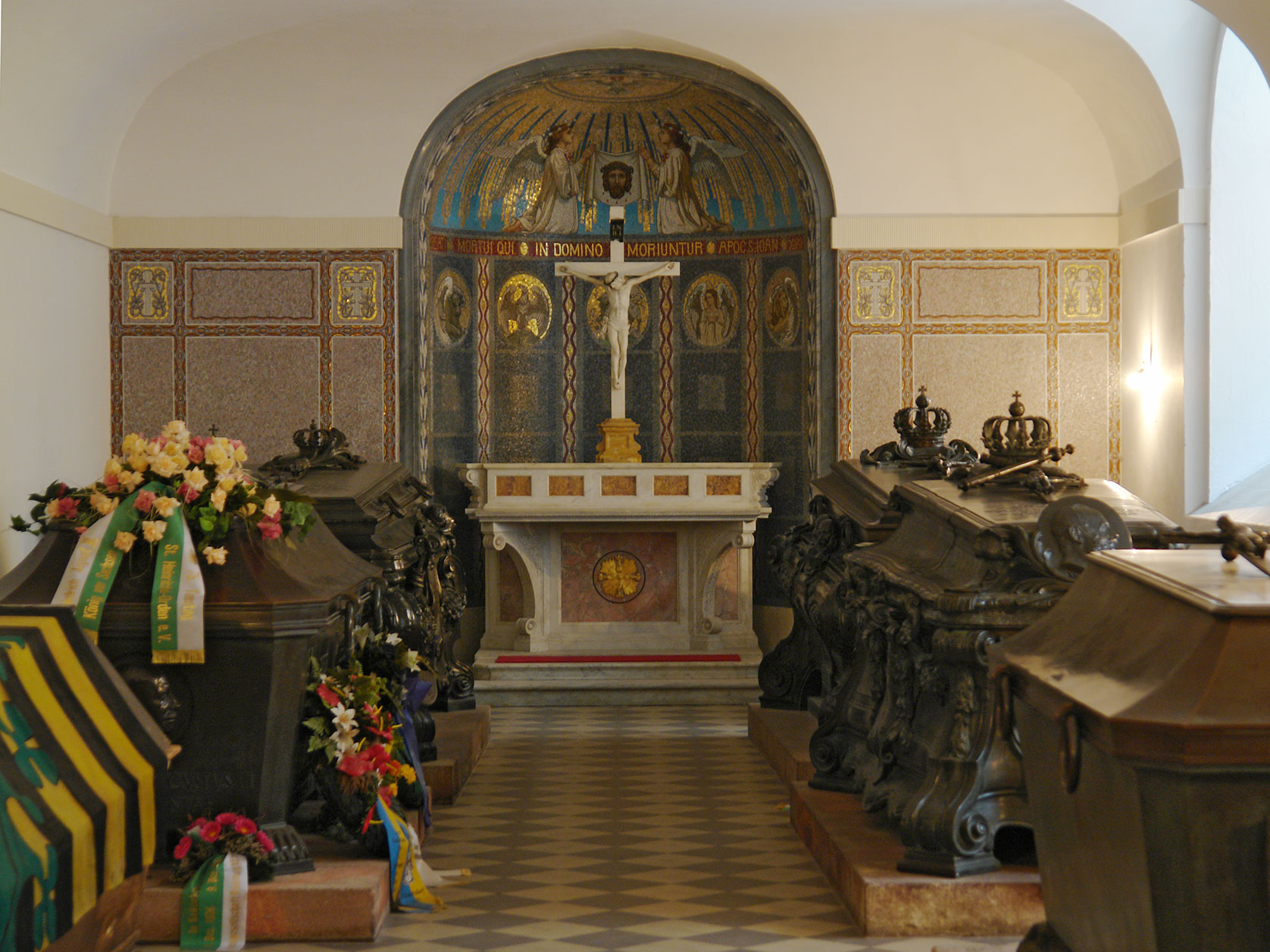
Miembros católicos de la rama real Albertina de la Casa de Wettin, enterrados en la cripta de la capilla en la Catedral de Dresde, Dresde.

La Hofkirche alberga las sepulturas de los soberanos de Sajonia y otros miembros de la familia real.
Príncipes electores de Sajonia
- Augusto III, Rey de Polonia, Príncipe Elector de Sajonia (17 de octubre de 1696 - 5 de octubre de 1763), y su mujer María Josefa de Austria (1699–1757), 
  - sus hijos:

1. Federico Augusto (18 de noviembre de 1720 - 22 de enero de 1721)
2. una princesa sin nombre (12 de julio de 1723)
3. José (24 de octubre de 1721 - 14 de marzo de 1728)
4. María Margarita (13 de septiembre de 1727 - 1 de febrero de 1734)
5. Francisco Javier, príncipe regente de Sajonia (25 de agosto de 1730 - 21 de junio de 1806)
6. Isabel (9 de febrero de 1736 - 24 de diciembre de 1818)
7. Princesa Cunigunda (10 de junio de 1740 - 8 de abril de 1826)

- Federico Cristián, Príncipe Elector de Sajonia (5 de septiembre de 1722 - 17 de diciembre de 1763) y su esposa María Antonia Walpurgis de Baviera (18 de julio de 1724 - 23 de abril de 1780) 
  - sus hijos:

1. José (26.1.1754 - 26.3.1763)
2. Carlos (24.9.1752 - 8.9.1781)
3. Maximiliano (13.4.1759 - 3.1.1838) y su esposa Carolina de Borbón-Parma (20.11.1770 - 1.3.1804), y su hija Amalia (10.8.1794 - 18.9.1870)

- Antonio I (27.12.1755 - 6.6.1836) y sus esposas María Carolina de Saboya (17.1.1764 - 28.12.1782) y María Teresa Josefa de Austria (14.1.1766 - 7.11.1827)
  - sus hijos:

1. Federico Augusto (5.4.1796 - 5.4.1796)
2. María Ludovika (14.3.1795 - 25.4.1796)
3. María Teresa (15.10.1799 - 15.10.1799)
4. María Juana (5.4.1798 - 30.10.1799)

- Federico Augusto III, Príncipe Elector; desde 1806, Rey de Sajonia (23.12.1750 - 5.2.1827) y su esposa Maria Amalia de Zweibrücken-Birkenfeld-Bischweiler (10.5.1752 - 15.11.1828)

Reyes de Sajonia
- Federico Augusto I, Rey de Sajonia (23.12.1750 - 5.2.1827)
  - sus hijos:

1. María Anna (27.2.1761 - 261.1.1820)
2. María Augusta (21.6.1782 - 14.3.1863

- Federico Augusto II (18.5.1797 - 9.8.1854) y sus esposas Carolina de Austria (8.4.1801 - 22.5.1832) y María Ana de Baviera
- Juan I de Sajonia (12.12.1801 - 29.10.1873) y su esposa Amalia Augusta de Baviera (13.11.1801 - 8.11.1877)
  - sus hijos:

1. Ernesto (5.4.1831 - 12.5.1847)
2. María Augusta (22..1827 - 8.10.1857)
3. María Sidonia (16.8.1834 - 1.3.1862)

- Alberto I de Sajonia (23.4.1828 - 9.6.1902) y su esposa Carola von Wasa-Holstein-Gottorp (Carolina de Suecia) (5.8.1833 - 15.12.1907)
- Jorge I de Sajonia (8.8.1832 - 15.10.1904) y su esposa María Ana de Portugal (1843–1884) 
  - sus hijos:

1. María Juana (19.6.1860 - 2.3.1861)
2. Isabel (14.2.1862 - 18.5.1863)
3. Alberto (25.2.1875 - 16.11.1900)
4. Matilde (19.3.1863 - 27.3.1933)
5. Juan I de Sajonia (10.7.1869 - 14.11.1938) y sus esposas Isabel de Wurtemberg (13.8.1871 - 24.5.1904) y Maria Inmaculada (30.10.1874 - 28.11.1947)

- Federico Augusto III (25.5.1865 - 18.2.1932)
  - sus hijos:

1. María Alix (1898 - 1898)
2. Federico Augusto Jorge de Sajonia, príncipe heredero (15.1.1893 - 14.5.1943).

y las princesas: Maria Teresa (16.5.1767 - 17.5.1767), hija del Duque Alberto Casimiro de Sajonia-Teschen, y Sofía von Luxemburgo (14.2.1902 - 24.5.1941), esposa del príncipe Ernesto Enrique)